# Demopheles corruptor
Demopheles corruptor là một loài tò vò trong họ Ichneumonidae.